# توربویک، شهرستان وودز شرقی
توربویک، شهرستان وودز شرقی (به لاتین: Turobowice, Łódź East County) یک منطقهٔ مسکونی در لهستان است که در Gmina Koluszki واقع شده‌است.